# Schreierswijk
Schreierswijk est un hameau dans la commune néerlandaise d'Aa en Hunze, dans la province de Drenthe. Le hameau est aujourd'hui beaucoup plus petit qu'au XIXe siècle, quand il hébergea encore un chantier naval. Schreierswijk est situé le long du canal du même nom, un canal perpendiculaire aux canaux de Gasselternijveenschemond et Gasselterboerveenschemond

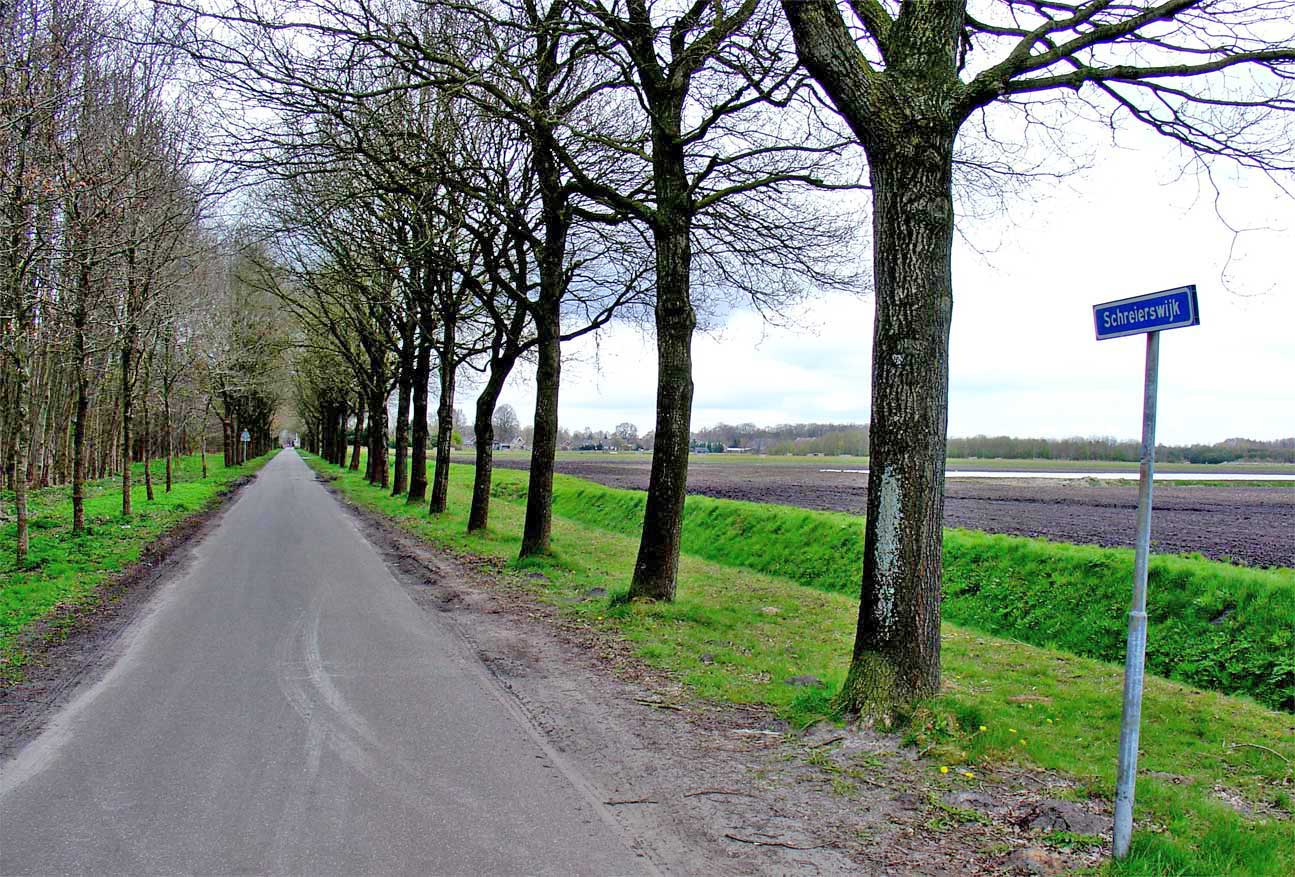
Début de Schreierswijk